# Río Mashuyacu
Der Río Mashuyacu ist ein 47 km langer linker Nebenfluss des Río Huayabamba in der Provinz Mariscal Cáceres in der Region San Martín im zentralen Norden Perus.

## Flusslauf
Der Río Mashuyacu entspringt an der Ostflanke des 3233 m hohen Cerro Shahuinto im äußersten Norden der Provinz Mariscal Cáceres. Das Quellgebiet liegt auf einer Höhe von etwa 2950 m. Von dort fließt der Río Mahuyacu in überwiegend südlicher Richtung. Nach 10 Kilometern verlässt er den Gebirgskamm und durchquert auf den folgenden 20 Kilometern eine Beckenlandschaft. Auf diesem Flussabschnitt passiert er die Ortschaften Mashuyacu, Nuevo Chirimoto, La Unión und El Libano. Im Unterlauf durchschneidet er einen Gebirgskamm in einer engen Schlucht und trifft schließlich auf einer Höhe von etwa 740 m auf den Río Huayabamba.

## Einzugsgebiet
Das Einzugsgebiet des Río Mashuyacu umfasst eine Fläche von etwa 475 km². Das Gebiet liegt vollständig im Distrikt Huicungo. Es besteht in den höheren Lagen aus tropischem Bergregenwald. Mittig befindet sich eine Beckenlandschaft. Dort befinden sich mehrere Siedlungen. Dort ist der Wald zum Teil Wald und es wird Landwirtschaft betrieben. Das Einzugsgebiet des Río Mashuyacu grenzt im Westen an das des Río Guambo. Im Nordosten grenzt das Einzugsgebiet an das Quellgebiet des Río Saposoa (im Oberlauf Río Porotongo). Im Südosten liegt das Einzugsgebiet des Río Simacache.